# Narcine
Narcine é um género de peixe da família Narcinidae.
Este género contém as seguintes espécies:
- Narcine brevilabiata